# Cape Coast Ebusua Dwarfs
Cape Coast Mysterious Ebusua Dwarfs Football Club w skrócie Cape Coast Ebusua Dwarfs – ghański klub piłkarski grający w drugiej lidze ghańskiej, mający siedzibę w mieście Cape Coast.

## Sukcesy
- Premier League[1]:
  - mistrzostwo (1): 1965/1966

- Puchar Ghany[2]:
  - zwycięzca (1): 1968
  - finał (2): 1992, 1993

## Występy w afrykańskich pucharach
| Sezon | Rozgrywki           | Runda       | Kraj    | Klub                         | Dom | Wyjazd | Dwumecz |
| ----- | ------------------- | ----------- | ------- | ---------------------------- | --- | ------ | ------- |
| 1968  | Puchar Mistrzów     | 1           | Nigeria | Stationery Stores FC         | 2–1 | 2–3    | 4–4     |
| 2000  | Puchar CAF          | 1           | Mali    | USFAS Bamako                 | 3–0 | 0–2    | 3–2     |
| 2000  | Puchar CAF          | 2           | Maroko  | Wydad Casablanca             | 2–0 | 1–2    | 3–2     |
| 2000  | Puchar CAF          | ćwierćfinał | Egipt   | Ismaily SC                   | 0–2 | 0–4    | 0–6     |
| 2014  | Puchar Konfederacji | wstępna     | Senegal | ASC Diaraf                   | 1–0 | 0–0    | 1–0     |
| 2014  | Puchar Konfederacji | 1           | Angola  | Atlético Petróleos de Luanda | 2–0 | 0–4    | 2–4     |

## Stadion
Domowe mecze klub rozgrywa na stadionie o nazwie Cape Coast Sports Stadium w Cape Coast. Stadion może pomieścić 15000 widzów.

## Reprezentanci kraju grający w klubie
Stan na styczeń 2023.
| - Richard Ackon - Foli Adade - Emmanuel Ansong - Michael Asante - Vincent Attingah - Seidu Bancey - Foster Bastious - Joseph Esso - Mustapha Essuman - Richard Gadze - Charles Gyamfi - Ohene Kennedy | - Emmanuel Osei Kuffour - Kofi Mbeah - Robert Mensah - Francis Morton - Dennis Nkrumah-Korsah - Michael Osei - George Owu - Stephen Owusu - Rashid Sumaila - Alexander Tachie-Mensah - Abedi Tugah - Adama Koné |